# Фернандо Прасс
Фернандо Прасс (порт. Fernando Prass, нар. 9 липня 1978, Порту-Алегрі) — бразильський футболіст, що грав на позиції воротаря за низку бразильських клубних команд та португальський «Уніан Лейрія».
Залучався до лав олімпійської збірної Бразилії.

## Клубна кар'єра
Народився 9 липня 1978 року в місті Порту-Алегрі. Вихованець футбольної школи клубу «Греміо». Дорослу футбольну кар'єру розпочав 1998 року в основній команді того ж клубу, в якій провів один сезон, взявши участь у 38 матчах чемпіонату. 
Згодом у першій половині 2000-х грав за «Франкану», «Віла-Нову» та «Корітібу», після чого перебрався до Європи, де протягом 2005–2008 років був голкіпером португальського «Уніан Лейрія».
Повернувшись на батьківщину, у 2009–2012 роках захищав кольори клубу «Васко да Гама». 2011 року ставав володарем Срібного м'яча, тобто фактично визнавався найкращим воротарем бразильської першості.
Згодом протягом семи сезонів був основним воротарем «Палмейраса», у складі якого вигравав Кубок Бразилії та двічі ставав чемпіонлм країни. 
Завершував ігрову кар'єру у «Сеарі», за яку виступав протягом 2020—2021 років.

## Виступи за збірну
2016 року провів одну гру у складі олімпійської збірної Бразилії.

## Титули і досягнення

### Командні
- Володар Кубка Бразилії (1):

«Палмейрас»: 2015
- Чемпіон Бразилії (2):

«Палмейрас»: 2016, 2018

### Особисті
- Символічна збірна чемпіонату Бразилії (1):

2011